# 藤江駅 (石川県)
藤江駅（ふじええき）は、石川県金沢市藤江北2丁目に存在した北陸鉄道金石線の駅である。1971年（昭和46年）に廃駅となった。

## 歴史
- 1914年（大正3年）8月11日：金石電気鉄道の駅として開業。
- 1943年（昭和18年）10月13日：合併により北陸鉄道の駅となる。
- 1971年（昭和46年）9月1日：金石線全線廃止により廃駅。

## 駅構造
片面ホーム1面1線の無人駅。

## 廃止後
石川県道17号金沢港線（金石街道）の拡幅用地となっており、痕跡を留めていない。

## 隣の駅
北陸鉄道
金石線
北町駅 - 藤江駅 - 畝田駅